# Academia Nacional dos Linces
A Academia Nacional dos Linces (em italiano Accademia Nazionale dei Lincei) é uma academia italiana com sede em Roma no Palazzo Corsini alla Lungara. É uma das mais antigas academias do país, fundada em 1603 por iniciativa de Federico Cesi com o objectivo de constituir um local de encontro e um ponto de apoio ao desenvolvimento das ciências. O seu nome deriva do lince, animal reputado pela agudeza do seu olhar. Desde 2015 seu presidente é Alberto Quadrio Curzio.